# Cyril Bartoň-Dobenín
Cyril Bartoň-Dobenín [ˈbartɔ̹ɲˌdɔ̹bɛniːn]; geboren als Cyril Bartoň, manchmal auch Cyril Adolf Bartoň, 1912–1918 Cyril Bartoň z Dobenína (* 24. Dezember 1863 in Vysoká Srbská (deutsch Hohensichel), Königgrätzer Kreis; † 29. Mai 1953 in Náchod, Okres Náchod, Tschechoslowakei) war von 1894 bis 1918 ein Textilunternehmer in der Österreichisch-Ungarischen Monarchie und danach bis 1953 in der Tschechoslowakei. Zudem war er ein bedeutender Mäzen.

## Werdegang
Cyril Bartoň-Dobeníns Vorfahren waren alteingesessene Hausweber und Leinwandhändler in Žďárky (Kleinbrand). Sein Vater Josef Bartoň-Dobenín war der Begründer der Textilfabrik Bartoň in Staré Město nad Metují. Cyril studierte 1880–1883 an der Wirtschafts- und Handwerksschule in Tábor und danach ein Jahr an der Universität Halle, wo er auch ein Wirtschaftspraktikum absolvierte. Nach der Rückkehr 1885 widmete er sich dem Aufbau der von seinem Vater geplanten Weberei, die nach Cyrils Entwürfen errichtet wurde. Nach der Heirat 1893 mit Maria Tichová aus Náchod trat Cyril 1894 als Teilhaber in die väterliche Firma ein, an der seit 1890 auch sein älterer Bruder Josef beteiligt war. 1902 übertrug der Vater den bis dahin bei ihm verbliebenen Firmenanteil diesen beiden Söhnen.
Sie erwarben 1905 weiteren Baugrund in Staré Město, auf dem sie eine neue Baumwollfabrik errichteten. Anfang 1907 waren 33.000 Webspindeln in Betrieb, die nach weiteren Anbauten und Modernisierung der bisherigen Anlagen 1908 auf 73.344 Webspindeln erhöht werden konnten. Die Textilmaschinen lieferte die englische Firma Dobson & Barlow. Die Beschäftigtenzahl betrug 1908 rund 800 Arbeiter.
Cyril Bartoň-Dobenín war auch Besitzer der Brauerei Zbraslav, welche er an Josef Škvor verpachtete. Zwei Jahre nach der Verstaatlichung infolge des Februarumsturzes 1948 wurde diese stillgelegt.
Seit 1923 gehörte Cyrils Sohn Josef (1897–1972) als Teilhaber der Firma Bartoň an. Nach Cyrils Ausscheiden 1937 übernahm er dessen Firmenanteile.

## Mäzen und Förderer

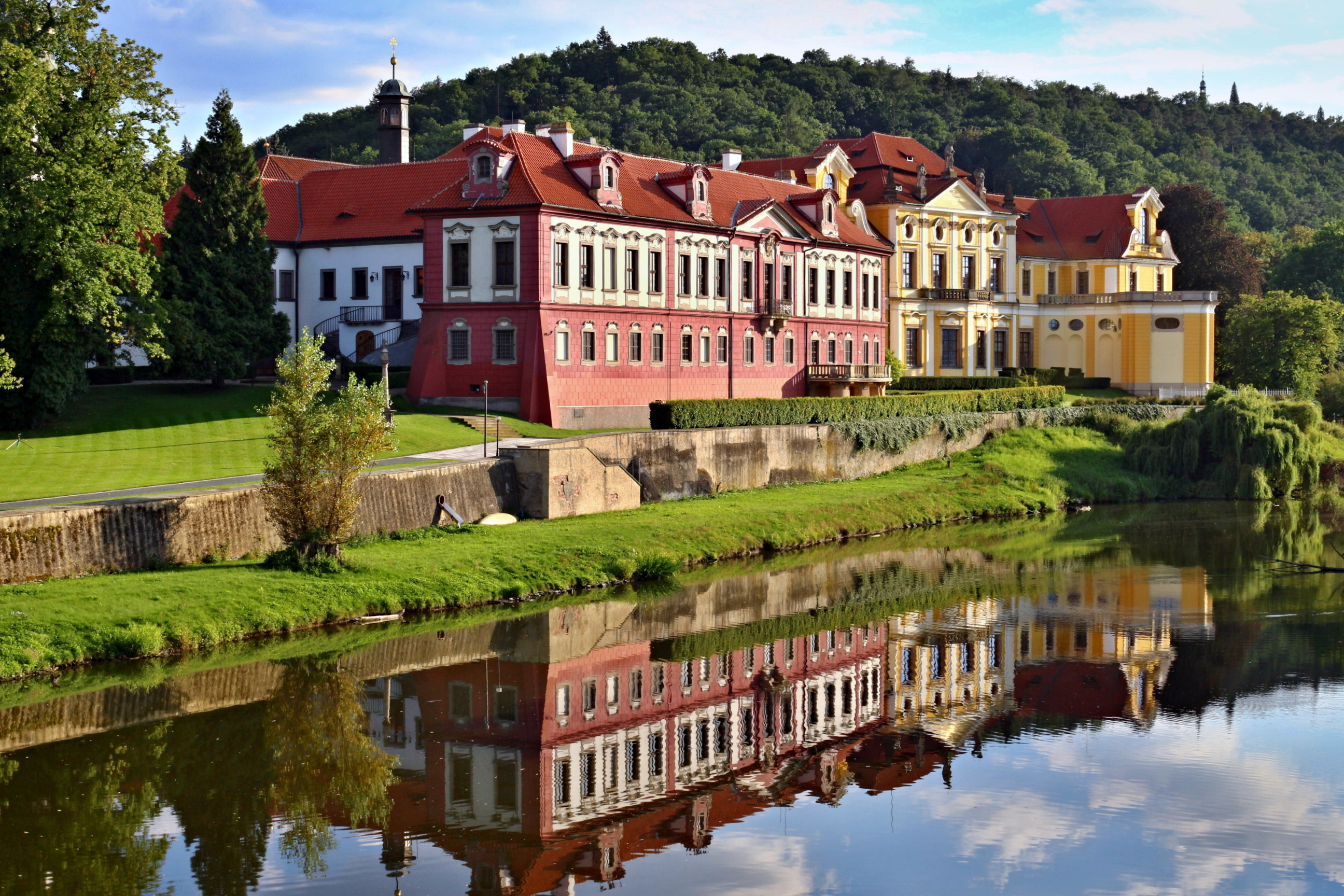
Das von Cyril Bartoň-Dobenín restaurierte Kloster Zbraslav

Wie sein Vater bekleidete Cyril Bartoň-Dobenín mehrere Ehrenämter und betätigte sich auch als Mäzen im sozialen und kulturellen Bereich. Er war Mitglied der Österreichischen Handwerkskammer und des Exportvereins für Böhmen und Mähren. Auf seinen Vorschlag wurde 1902 der „Spolek českych průmyslniků textilních“ und 1909 die „První česká diskontní společnost“ gegründet. Zudem war er in den Ortsgremien von Staré Město und Náchod und dem Bezirk Nachod vertreten. 1920 wurde er in den Ausschuss der Städtischen Sparkasse „Městká spořitelná“ berufen, deren Vorstand er von 1924 bis 1933 war. Zusammen mit seinem Bruder Josef stiftete er dem Prager Nationalmuseum mehrere Exponate, 1929 dem Veitsdom ein wertvolles Marien-Tafelbild. Die von beiden ebenfalls gestiftete Ausstattung einer Seitenkapelle wurde 1939 fertiggestellt. Sie wurde der Heiligen Agnes von Böhmen geweiht.
Schon 1910 erwarb Cyril Bartoň-Dobenín das für die tschechische Geschichte bedeutende ehemalige Kloster Zbraslav, das nach der Säkularisation als Zuckerfabrik diente und sich in einem schlechten baulichen Zustand befand. In den Jahren 1911 bis 1925 baute er die ehemaligen Klostergebäude zu einer dreiteiligen Schlossanlage um, die in Teilen für die Öffentlichkeit zugänglich war. Sie diente auch als Wohnsitz für seine Familie.
1936 erwarb er den Großgrundbesitz (Velkostatek) Nové Hrady bei Chrudim, den er seiner Tochter Marie (* 1902) und deren Ehemann Jiří Čerych schenkte.
Wegen seiner Verdienste um das Gemeinwohl ernannten ihn die Orte Zbraslav (1913), Staré Město nad Metují, Bražec, Vysokov, Žďárky und Nové Město nad Metují (1923) sowie Náchod (1930) zum Ehrenbürger.
Siehe auch: Bartoň-Dobenín (Unternehmerfamilie)